# Arszak Hajrapetian
Arszak Hajrapetian (orm. Արշակ Հայրապէտյան; ur. 8 listopada 1978) – ormiański zapaśnik walczący w stylu wolnym. Olimpijczyk z Sydney 2000, gdzie zajął piąte miejsce w kategorii 63 kg.
Dwunasty na mistrzostwach świata w 2001 i 2002. Piąty na mistrzostwach Europy w 2001 roku.